# Oskar Enkvist

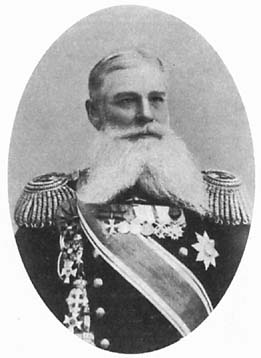
Enkvist.

Oskar Adolfovich Enkvist u Oskar Enquist (ruso: Оскар Адольфович Энквист; 1849-1912) fue un almirante de la Armada Imperial Rusa, recordado por su papel en la Guerra ruso-japonesa de 1904-1905.

## Perfil biográfico

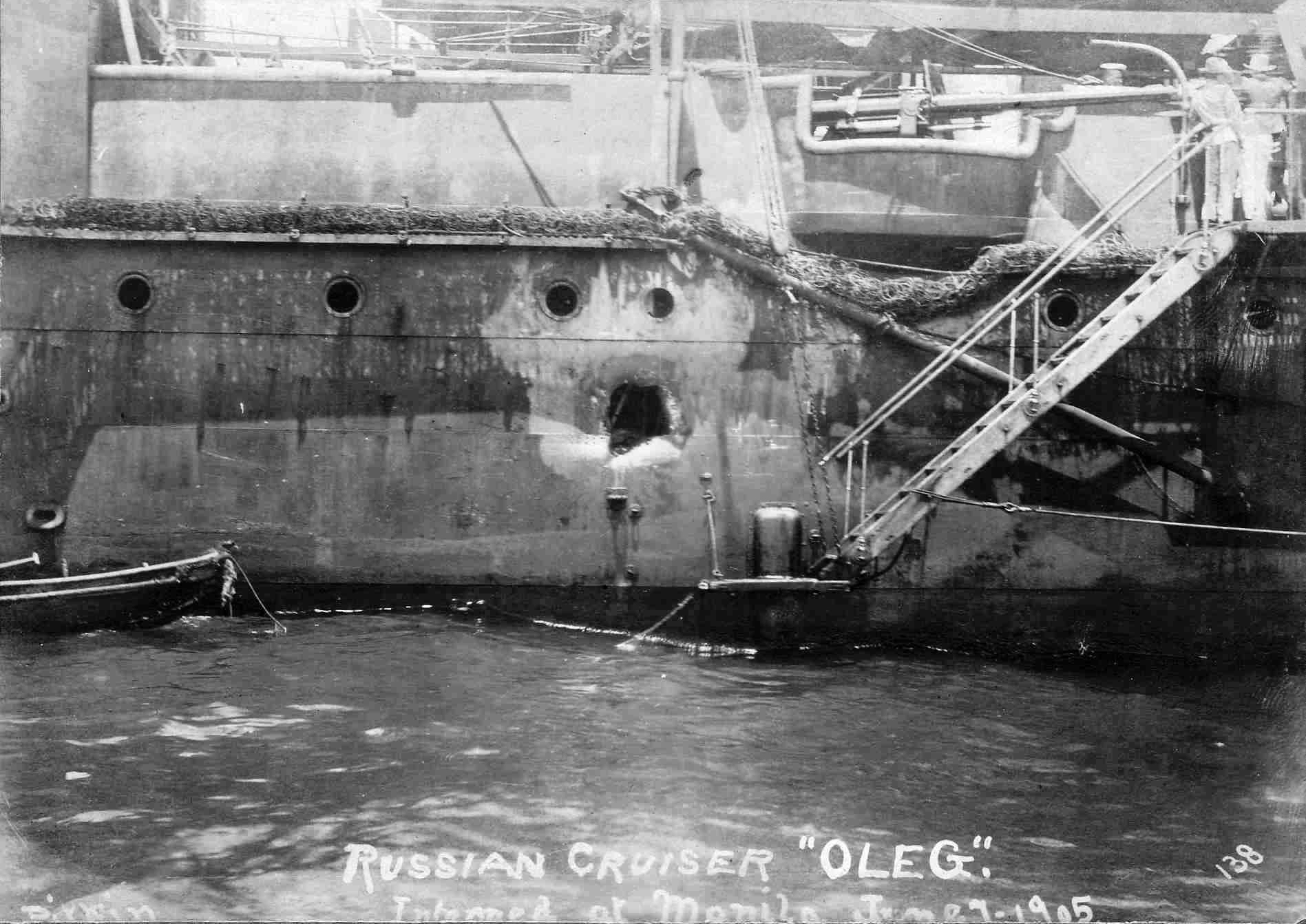
Crucero ruso Oleg, mostrando daños en batalla después de la Batalla de Tsushima.

Descendiente de suecos, siguió la carrera naval militar como cadete en 1866. En 1874, ya era teniente, sirviendo durante estos años en la Flota del Báltico y viajando hasta Extremo Oriente. Como oficial ejerció diversas funciones en varias unidades navales. En 1901, fue ascendido a contraalmirante y fue comandante del puerto y ciudad de Nikolayev, de 1902 a 1904.
Durante la Guerra Ruso-Japonesa, Enkvist, fundamentalmente gracias a la influencia de su primo Fedor Avelan, que gozaba de una situación preeminente en el Almirantazgo ruso, alcanzó un importante mando como comandante de la Primera División de Cruceros del Segundo Escuadrón del Pacífico, saltando en el escalafón sobre varios oficiales con mayor antigüedad. Durante la Batalla de Tsushima del 27 al 28 de mayo de 1905, en una acción deshonrosa, aunque usando la excusa de evitar ser capturado o destruido por la Armada Imperial Japonesa, huyó del combate con los buques Aurora y Zhemchug hacia el puerto de Manila, donde las autoridades coloniales estadounidenses, ordenaron su internamiento y el de ambos barcos hasta el final de la guerra.
Tras el retorno a Rusia, fue licenciado del servicio con el rango de vicealmirante en 1907. Murió en 1912, en Kronstadt.